# Liste der Biografien/Wese
Liste der Biografien |
Portal Biografien |
Personensuche
# |
A |
B |
C |
D |
E |
F |
G |
H |
I |
J |
K |
L |
M |
N |
O |
P |
Q |
R |
S |
T |
U |
V |
W |
X |
Y |
Z |
?
 
Wa |
Wc |
Wd |
We |
Wh |
Wi |
Wj |
Wl |
Wn |
Wo |
Wr |
Ws |
Wt |
Wu |
Ww |
Wy |
Wz
 
Wea |
Web |
Wec |
Wed |
Wee |
Wef |
Weg |
Weh |
Wei |
Wej |
Wek |
Wel |
Wem |
Wen |
Weo |
Wep |
Wer |
Wes |
Wet |
Weu |
Wev |
Wew |
Wex |
Wey |
Wez
 
Wesa |
Wesc |
Wesd |
Wese |
Wesh |
Wesj |
Wesk |
Wesl |
Wesn |
Weso |
Wesp |
Wess |
West |
Wesz
Die Liste der Biografien führt alle Personen auf, die in der deutschsprachigen Wikipedia einen Artikel haben. Dieses ist eine Teilliste mit 61 Einträgen von Personen, deren Namen mit den Buchstaben „Wese“ beginnt.

## Wese

### Wesel
- Wesel, Natascha (* 1968), deutsche Juristin, Rechtsanwältin und ehemalige Verfassungsrichterin
- Wesel, Nol van (1918–1945), niederländischer Jazz-Sänger
- Wesel, Uwe (1933–2023), deutscher Rechtswissenschaftler, Rechtshistoriker und Hochschullehrer
- Weseler, Günter (1930–2020), deutscher Objektkünstler, Bildhauer und Maler
- Weselik, Franz (1903–1962), österreichischer Fußballspieler
- Weselik, Nikolaus (* 1966), österreichischer Rechtsanwalt
- Weselin, Anna († 1577), Opfer der Hexenverfolgung in Ersingen
- Weseloh, Annemarie (* 1928), deutsche Diakonisse und Entwicklungshelferin
- Weselow, Christoph von († 1695), Braunschweig-Lüneburgischer und Gothaischer Komitialgesandter am Immerwährenden Reichstag und Gesandter am Wiener Hof, dann Kanzleidirektor des Hochstifts Osnabrück
- Weselsky, Claus (* 1959), deutscher Lokführer, Bundesvorsitzender der Gewerkschaft Deutscher Lokomotivführer (GDL)Claus Weselsky (* 1959)

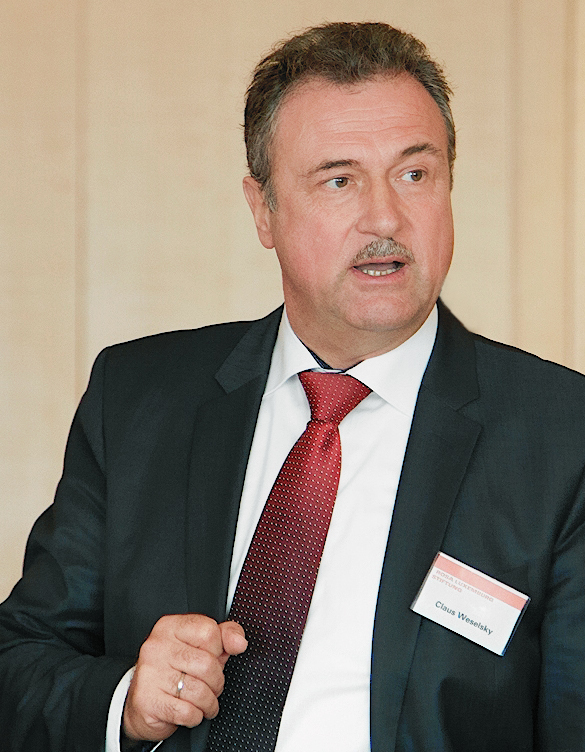
Claus Weselsky (* 1959)

- Weseluck, Cathy (* 1970), kanadische Synchronsprecherin
- Wesely, Ferdinand (1897–1949), österreichischer Fußballspieler
- Wesely, Hans (1930–1987), deutscher Maler und Grafiker
- Wesely, Inka (* 1991), deutsche Fußballspielerin
- Wesely, Michael (* 1963), deutscher Fotograf

### Wesem
- Wesemael, Wilfried (* 1950), belgischer Radsportler
- Wesemal, Adele (1825–1893), Schriftstellerin in Wien
- Wesemann, Arnd (* 1961), deutscher Theaterwissenschaftler und Tanzjournalist
- Wesemann, Eberhard (* 1944), deutscher Verlagslektor, Herausgeber und Übersetzer
- Wesemann, Fried (1915–2001), deutscher Journalist und SPD-Funktionär
- Wesemann, Friedrich-Karl (1893–1974), deutscher Marineoffizier, zuletzt Kapitän zur See der Kriegsmarine
- Wesemann, Gustav (* 1879), deutscher Manager der Waffenindustrie
- Wesemann, Hans (1895–1971), deutscher Journalist und Gestapoagent
- Wesemann, Hans Otto (1903–1976), deutscher Journalist und Intendant
- Wesemann, Lars (* 1964), deutscher Chemiker
- Wesemann, Moritz (* 2002), deutscher Wasserspringer
- Wesemann, Philipp (* 1989), deutscher Politiker (SPD)
- Wesemann, Steffen (* 1971), deutsch-schweizerischer RadrennfahrerSteffen Wesemann (* 1971)

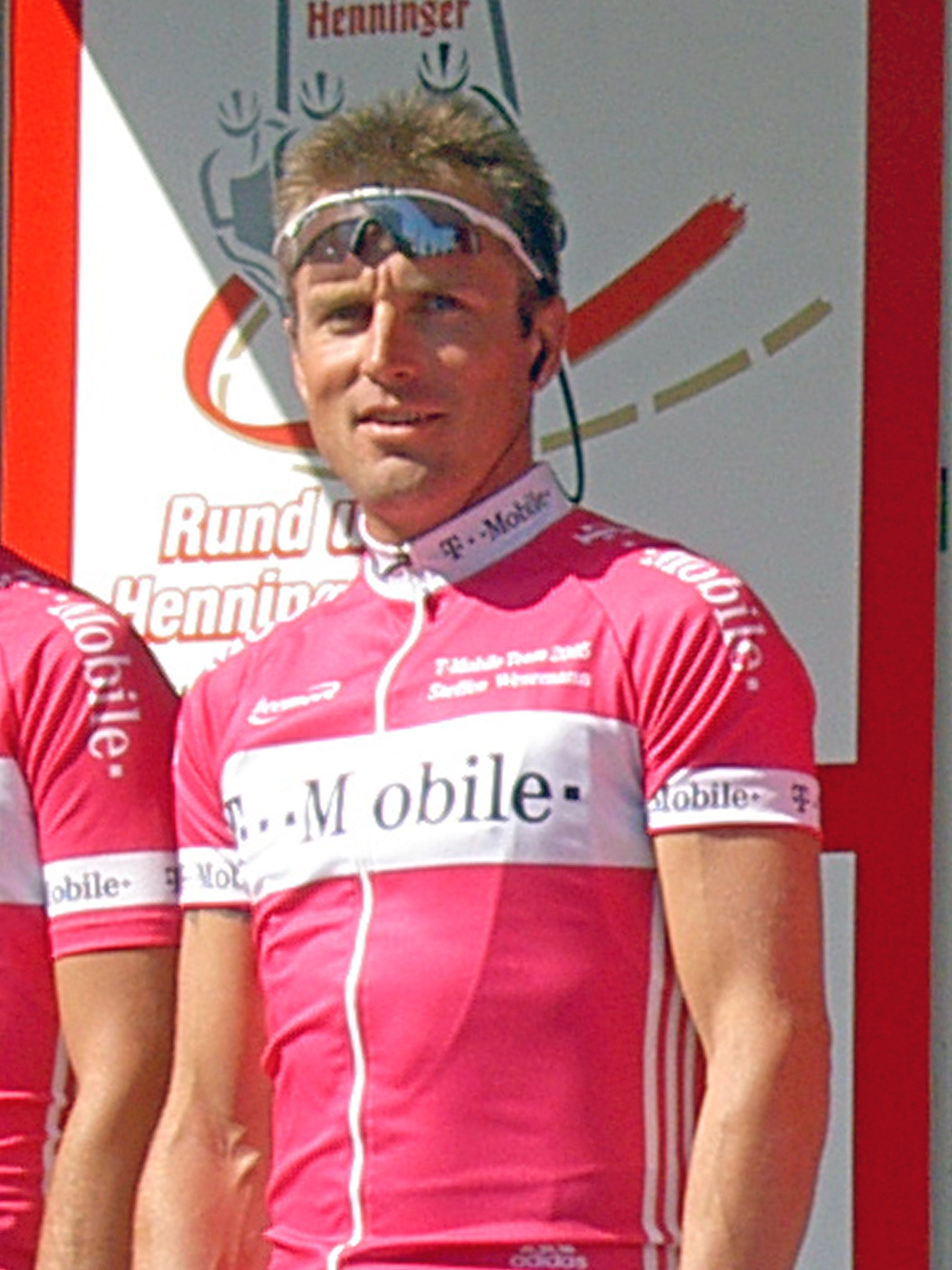
Steffen Wesemann (* 1971)

- Wesemann, Wolfgang (1949–2025), deutscher Radrennfahrer
- Wesemeier, August (1866–1930), deutscher sozialdemokratischer Politiker
- Wesemüller, Holger (* 1948), deutscher Umweltingenieur und Vorstandsmitglied der deutschen Sektion von Europarc

### Wesen
- Wesenauer, Josef (1872–1959), österreichischer Politiker (SPÖ), Landtagsabgeordneter
- Wesenauer, Peter (* 1966), österreichischer Dirigent und Komponist
- Wesenbeck, Matthaeus von (1600–1659), brandenburgischer Staatsmann
- Wesenbeck, Matthias (1531–1586), flämischer Jurist
- Wesenbeck, Petrus (1546–1603), flämischer Jurist
- Wesenberg, Angelika (* 1950), deutsche Kunsthistorikerin
- Wesenberg, Burkhardt (* 1940), deutscher Klassischer Archäologe
- Wesenberg, Gerhard (1908–1957), deutscher Rechtshistoriker und Rechtswissenschaftler
- Wesenberg, Kendall (* 1990), US-amerikanische Skeletonpilotin
- Wesenberg, Rudolf (1910–1974), deutscher Kunsthistoriker und Landeskonservator
- Wesenberg-Lund, Carl (1867–1955), dänischer Biologe und Limnologe
- Wesenborch, Heinrich, Titularbischof von Daria, Weihbischof im Bistum Schwerin, Propst im Kloster Rühn
- Wesendonck, Hugo (1817–1900), deutscher Jurist, Unternehmer und Politiker
- Wesendonck, Mathilde (1828–1902), deutsche Schriftstellerin und Muse des Komponisten Richard WagnerMathilde Wesendonck (1828–1902)

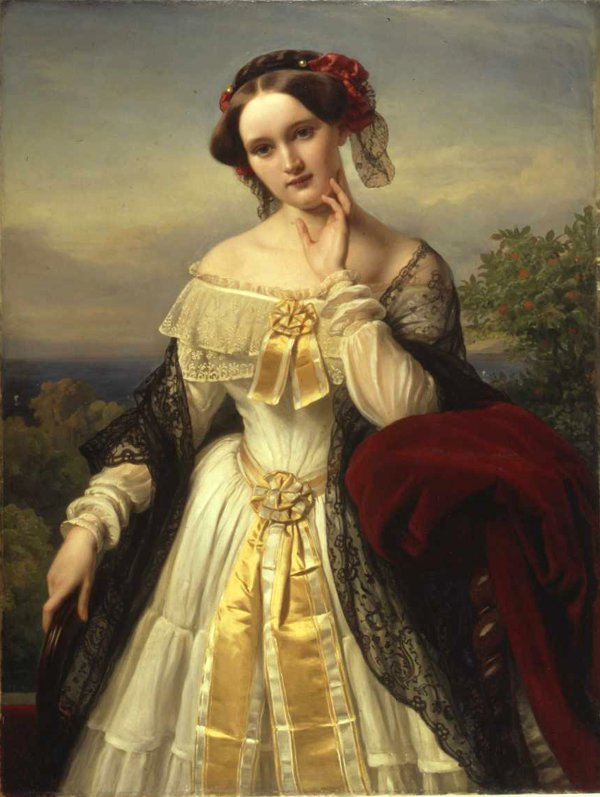
Mathilde Wesendonck (1828–1902)

- Wesendonck, Otto (1815–1896), deutscher Kaufmann und Mäzen
- Wesendonck, Otto (* 1939), deutscher Bildhauer
- Wesendonk, Otto Günther von (1885–1933), deutscher Diplomat
- Wesener, Daniel (* 1975), deutscher Politiker (Bündnis 90/Die Grünen)Daniel Wesener (* 1975)

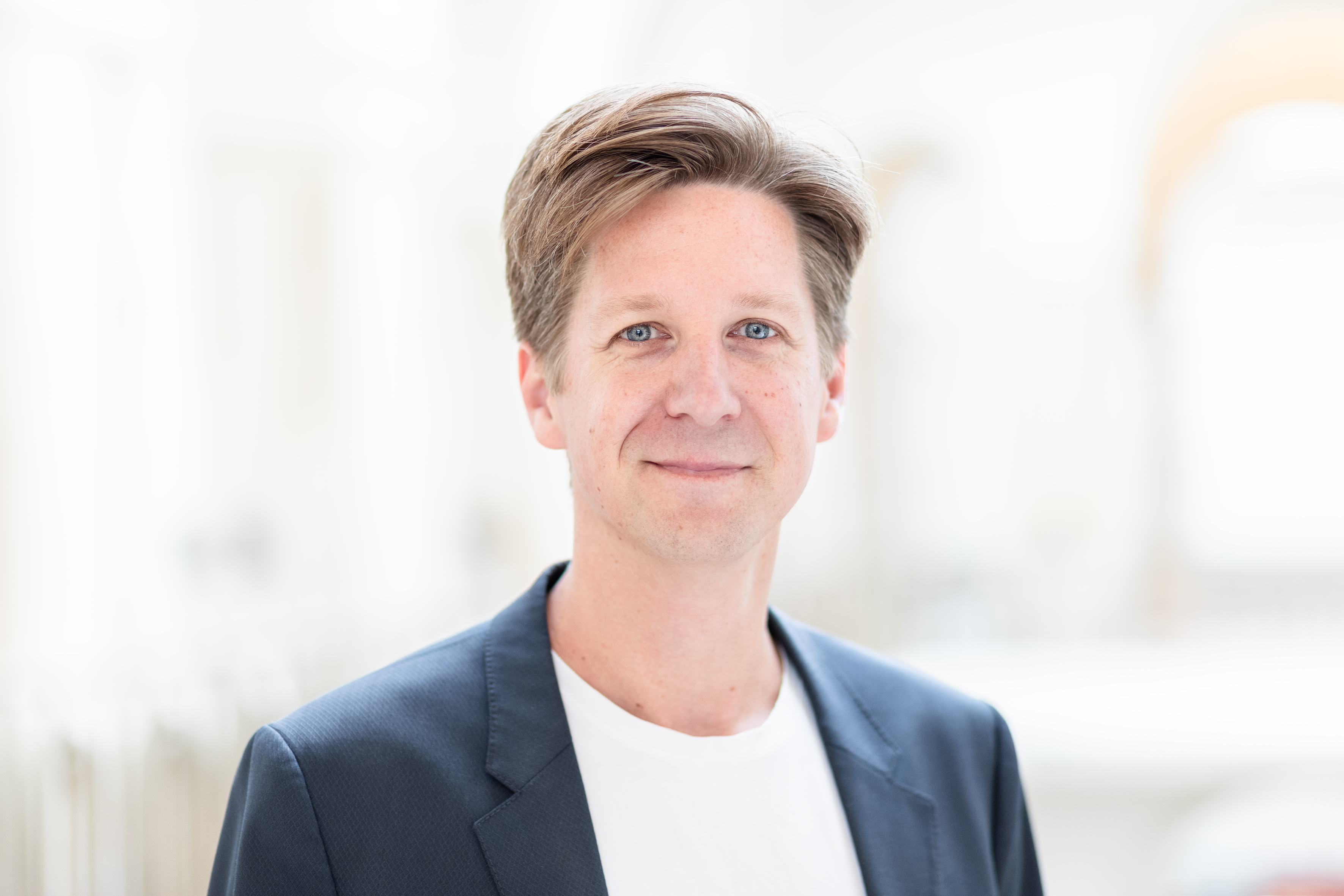
Daniel Wesener (* 1975)

- Wesener, Eduard (1909–1952), deutscher Regisseur, Schriftsteller und Schauspieler
- Wesener, Felix (1855–1930), deutscher Mediziner und Hochschullehrer
- Wesener, Gisbert (1902–1980), deutscher Facharzt für Haut- und Geschlechtskrankheiten
- Wesener, Gunter (1932–2023), österreichischer Rechtswissenschaftler
- Wesener, Wolffgang (1494–1557), deutscher Schultheiß
- Wesenfeld, Arnold (1664–1727), deutscher Hochschullehrer, Rektor und Bürgermeister
- Wesenfeld, Carl Ludwig (1851–1876), deutscher Industrieller und Erfinder
- Wesenfeld, Paul (1869–1945), deutscher Industrieller und Politiker (DNVP)
- Wesenlund, Rolv (1936–2013), norwegischer Komiker, Musikproduzent, Sänger und Schauspieler

### Weser
- Weser, Gernot (1938–2015), deutscher Motorradrennfahrer
- Weser, Rudolf (1869–1942), deutscher Heimatforscher und katholischer Priester

### Weses
- Weseslindtner, Helmar (1940–2008), österreichischer Physiker und Hochschullehrer